# Козлов, Михаил Васильевич (лётчик)
Михаи́л Васи́льевич Козло́в (5 ноября 1928, деревня Ежово Галичского уезда Костромской губернии, РСФСР, СССР — 3 июня 1973, Гуссенвиль, Франция) — советский лётчик-испытатель, Герой Советского Союза (1966), заслуженный лётчик-испытатель СССР (1972), полковник.

## Биография
Родился 5 ноября 1928 года в деревне Ежово, ныне Галичского района Костромской области. Русский. Окончил 10 классов.
В Советской Армии с 1946 года. В 1947 году окончил Тамбовское военное авиационное училище лётчиков. В 1951 году окончил Кировобадское военное авиационное училище лётчиков. Служил в нём лётчиком-инструктором.
Член КПСС с 1953 года.
В 1955 году поступил в Школу лётчиков-испытателей. После окончания ШЛИ в 1957 году работал в ОКБ А. Н. Туполева. Участвовал в доводке опытных самолётов, проводил исследовательские полёты на специальных и критических режимах.
18 марта 1961 года вместе со штурманом К. И. Малхасяном впервые поднял в небо прототип дальнего перехватчика Ту-128.
В 1966 году окончил Московский авиационный институт.
Звание Героя Советского Союза с вручением ордена Ленина и медали «Золотая Звезда» Козлову Михаилу Васильевичу присвоено Указом Президиума Верховного Совета СССР от 22 июля 1966 года за мужество и героизм, проявленные при испытании новой авиационной техники.
В 1970 году М. В. Козлов назначен начальником лётной службы ОКБ. Участвовал в заводских и государственных испытаниях первого в мире сверхзвукового пассажирского самолёта Ту-144, летал на самолёте-аналоге МиГ-21И. Всего освоил 50 типов самолётов и вертолётов.
В 1972 году ему присвоено звание заслуженного лётчика-испытателя СССР.
2 июня 1973 года на авиационном салоне в Ле-Бурже (Франция) Михаилом Козловым, возглавлявшим экипаж, был выполнен первый демонстрационный полёт самолёта Ту-144 с бортовым номером 77102 в соответствии с программой. «Конкорд» показал практически то же самое, но после посадки затормозился до полной остановки с помощью реверса, затем дал полный газ и свечой ушёл в небо. На обычных лайнерах подобное сделать невозможно, но для СПС с его мощными двигателями такой манёвр допустим. Вероятно, вечером 2 июня 1973 года руководство ОКБ после долгих споров приняло решение «переплюнуть» «Конкорд». Было решено во время прохода над взлётно-посадочной полосой ВПП4 выполнить «крутую» горку, в конце её убрать переднее крыло, а далее закончить полёт как запланировано. Такой проход не отрабатывался, не заявлялся, что, вообще говоря, является нарушением правил демонстрационных полётов на выставке. М. В. Козлов, по свидетельству очевидцев, долго не соглашался, но потом его «уговорили».

### Гибель
3 июня Ту-144 готовится к полёту, экипаж направляется к самолёту, и тут один французский корреспондент уговаривает ведущего инженера В. Н. Бендерова взять на борт его кинокамеру и из кабины экипажа заснять полёт. Бендеров соглашается. В кабине оказывается 4 человека: командир экипажа М.Козлов, второй пилот В.Молчанов, штурман Г.Баженов и руководитель испытаний генерал-майор В.Бендеров с кинокамерой. Ведущий инженер Б. Первухин остался в салоне.
Взлёт с ВПП 030 был произведён в 15 часов 19 минут. После ряда манёвров самолёт осуществил запланированный проход над полосой 030 на малой скорости во взлётно-посадочной конфигурации (шасси и переднее крыло были выпущены). Примерно за 1 километр до торца ВПП 030 на высоте примерно 190 метров (данные по траектории полёта и поведению самолёта даны на основании обработки кинофотоматериалов), экипаж включил форсаж двигателей и начал набор высоты, убрал шасси и начал убирать переднее крыло. В верхней части траектории на высоте примерно 1200 метров была выполнена небольшая горизонтальная площадка. Через небольшой промежуток времени самолёт резко перешёл в пикирование. Угловую скорость перехода можно считать равной 8 градусам в секунду. Максимальная величина угла тангажа в конце этой фазы полёта составляла примерно 38 градусов. Находясь в наклонном положении, самолёт двигался к земле. Была сделана попытка выпуска ПК и вывода из пикирования с задержкой около 4 секунд с угловой скоростью до 5 градусов в секунду. Началу вывода из пикирования соответствовала высота 750 метров, при этом угол крена достигал 40 градусов. Примерно через 5 секунд с этого момента произошло разрушение самолёта в воздухе (отделение консоли левого крыла). За одну секунду до начала разрушения коэффициент перегрузки достигал 4,5-5g. Разрушение началось на высоте 280 метров при скорости примерно 220 метров в секунду (780 км/ч). Самолёт выполнил левую полубочку и разрушился в воздухе под воздействием аэродинамических и инерционных сил.
Во время набора высоты после пролёта над полосой и последующего выхода на горизонтальную площадку экипаж мог увидеть перед собой внезапно появившийся самолёт «Мираж-3». Как в дальнейшем показала французская сторона, самолёт-разведчик французских ВВС «Мираж-3» летел в это же время этим же курсом на несколько большей высоте. Лётному экипажу самолёта Ту-144 ничего не было известно о нахождении в зоне его полёта другого самолёта. Экипаж самолёта «Мираж» должен был сфотографировать полёт самолёта Ту-144.
Обломки самолёта Ту-144 упали на расстоянии 6500 метров от торца ВПП 030 аэропорта Ле-Бурже на южную часть населённого пункта Гуссенвиль (Goussainville). Разброс обломков самолёта располагался в зоне 1000 метров вдоль траектории полёта и 500 метров перпендикулярно траектории полёта. В результате падения частей самолёта на город Гуссанвиль 5 зданий были полностью разрушены, 20 получили повреждения. Среди третьих лиц было 8 погибших и 25 раненых.
Экипаж самолёта в составе М. В. Козлова (командир), В. Н. Молчанова (2-й пилот), В. Н. Бендерова (руководитель испытаний), А. И. Дралина (бортинженер), Г. Н. Баженова (штурман), Б. А. Первухина (ведущий инженер по испытаниям) — погиб. Останки экипажа после судебно-медицинских исследований были отправлены в Москву 9 июня 1973 года.
12 июня 1973 года состоялись похороны Козлова и его экипажа на Новодевичьем кладбище в Москве.

## Причины катастрофы
Официальное сообщение о причине катастрофы гласило: «… Французские и советские специалисты единодушно пришли к заключению о том, что не было выявлено никакой ненормальности ни в конструкции, ни в общем функционировании самолёта и его систем. Вмешательство человеческого фактора представляет собой, таким образом, наибольшую вероятность.
Гипотеза, которая упоминалась чаще всего, учитывает два факта. С одной стороны, самолёт „Мираж-3Р“ находился вблизи самолёта Ту-144. Хотя расследование установило, что не было реальной опасности столкновения между двумя самолётами, для советского пилота это могло быть неожиданностью, и он мог внезапно произвести манёвр для уклонения.
С другой стороны, член экипажа — руководитель лётных испытаний находился в пилотской кабине самолёта Ту-144 и не был привязан.
Возможно, что последние эволюции самолёта Ту-144 могли вызвать падение этого члена экипажа, вероятно, державшего кинокамеру, что происходило в условиях, вызывающих временную блокировку действий пилота. Эта гипотеза не учитывает, однако, все отмеченные факты, и не было найдено никакого материального доказательства ни для того, чтобы её подкрепить или опровергнуть. В этих условиях комиссия по расследованию и советские эксперты пришли к заключению, что причины катастрофы должны быть объявлены не установленными, и дело закрыто».
Выводы комиссии вызвали всеобщее неудовлетворение, а намёки на виновность членов экипажа — возмущение среди специалистов. Но никаких материалов для открытого обсуждения не было. Дело было засекречено, и допуск к нему был закрыт. В целом его выводы устраивали все стороны. Расходы по компенсации и возмещению всех затрат полностью взяло на себя Советское Правительство.
По мнению представителей ОКБ им. А. Н. Туполева, возможным «спусковым механизмом» стала всё-таки встреча с «Миражом», который, внезапно появившись с левой стороны сверху, как минимум отвлёк внимание командира корабля М. В. Козлова. Как максимум внезапное появление «Миража» заставило М. В. Козлова достаточна резким движением отвернуть самолёт вправо-вниз. Этот момент практически совпал с моментом уборки переднего крыла и переключением передаточных чисел (вопреки указаниям был включён экспериментальный блок ППЧ АБСУ). По действиям экипажа видно, что в начальный период поведение самолёта было для них неожиданным. Но даже в это короткое время экипаж, и в первую очередь его командир, проявили поразительное лётное мастерство. Мгновенно даётся и исполняется команда на уборку переднего крыла и принимаются действия по выводу самолёта из пикирования. К сожалению, на недоведённом самолёте в отдельных зонах были неусиленные места, которые обычно дорабатываются по результатам прочностных испытаний. На перегрузке произошло разрушение конструкции самолёта. Ни в одном элементе полёта экипаж не нарушил инструкции и никакими особыми действиями не усугубил развитие ситуации. Абсолютно беспочвенной является версия о возможной виновности В. Н. Бендерова. Экипаж стал заложником сложившейся ситуации.
Ведущими в расследовании стали политические мотивы. Было абсолютно ясно, что никакого «сверхзвукового» мотива в катастрофе нет. Требуется нормальная работа по выявлению всех действовавших факторов, разработка профилактических мероприятий и дальнейшая работа по испытаниям и доводке самолёта Ту-144. В действительности это и было сделано. С августа 1973 года ЦАГИ, ЛИИ, ОКБ провели доработку системы управления и АБСУ (автоматической бортовой системы управления самолёта) самолёта Ту-144, в результате чего был резко уменьшен ход элевона от РА АБСУ (вместо +10° сделали +5°), были изъяты из СУУ (система улучшения устойчивости и управляемости) все сигналы, кроме сигнала демпфирования, введён механизм балансировки по углу ПК и другие мероприятия, которые срочно внедрили в 1974—75 годах на всех самолётах Ту-144. Аналогичные мероприятия были проведены по прочности.

## Награды
- Медаль «Золотая Звезда» (№ 11260) Героя Советского Союза (22.06.1966).
- Орден Ленина (22.06.1966).
- Орден Октябрьской Революции.
- Два ордена Красной Звезды.
- Медаль «За боевые заслуги» (1956).
- Медаль «В ознаменование 100-летия со дня рождения Владимира Ильича Ленина» (1970).
- Юбилейная медаль «Двадцать лет Победы в Великой Отечественной войне 1941—1945 гг.».
- Юбилейная медаль «30 лет Советской Армии и Флота».
- Юбилейная медаль «40 лет Вооружённых Сил СССР».
- Юбилейная медаль «50 лет Вооружённых Сил СССР».
- Медаль «За безупречную службу» 1-й степени.
- Медаль «За безупречную службу» 2-й степени.

## Почётное звание
- Заслуженный лётчик-испытатель СССР (1972).